# Витебский завод радиодеталей «Монолит»
ОАО «Витебский завод радиодеталей «Монолит» (ОАО «ВЗРД «Монолит»; бел. ААТ «Віцебскі завод радыёдэталей «Маналіт») — белорусская компания электронной промышленности, расположенная в Витебске (Республика Беларусь).

## История
В 1954 году в Витебске началось строительство завода радиодеталей. Витебский завод радиодеталей был введён в эксплуатацию в 1958 году. Ведомственная подчинённость завода неоднократно менялась: в 1954—1957 годах строящийся завод подчинялся Министерству радиотехнической промышленности СССР, в 1957—1959 годах — Управлению стекольной и химической промышленности Совета народного хозяйства БССР, в 1959—1964 годах — Управлению электротехнической и приборостроительной промышленности СНХ БССР, в 1964—1965 годах — Управлению радиотехнической промышленности СНХ БССР, в 1965—1991 годах — Министерству электронной промышленности СССР. Менялось и название завода: в январе 1971 года, после присвоения ордена Трудового Красного Знамени, завод стал называться Витебский Ордена Трудового Красного Знамени завод радиодеталей, но уже в октябре преобразован в Витебское производственно-техническое объединение «Монолит», с 1977 года — Витебское производственное объединение «Монолит», с 1978 года — Витебское производственное объединение «Монолит» имени 60-летия Великого Октября, в 1991 года из названия было исключено 60-летие Октябрьской революции. В составе ПО «Монолит», помимо головного завода, находились также другие предприятия из Витебской области — Витебский завод резисторов «Мегом» (в 2009 году признан банкротом), завод «Лантан» в посёлке Ореховск Оршанского района, Лепельский электромеханический завод, завод «Ветразь» в Бегомле Докшицкого района.
Завод изначально специализировался на производстве керамических конденсаторов и обеспечивал около половины потребностей СССР в них. Впоследствии завод освоил производство других изделий, начав выпускать пьезокерамические изделия, технологическое оборудование, системы электронного зажигания, устройства тепловой охраны двигателей, микрофоны, пылесосы. Конденсаторы ВЗРД поставлялись в том числе для космической станции «Мир». В 1980-е годы на предприятии было занято более 10 тысяч человек. В первом полугодии 1994 года объём производства ПО «Монолит» сократился на 51,6%, вследствие чего были уволены 532 человека. В 1995 году освоен выпуск тепловентиляторов. Предприятие представило продукцию на международной выставке «Электроник-шоу-95» в Сеуле. В 2010 году предприятие преобразовано в открытое акционерное общество. В 2011 году контрольный пакет акций предприятия купила российская компания.

## Современное состояние
Завод производит многослойные керамические конденсаторы, терморезисторы с положительным температурным коэффициентом сопротивления, керамические трубки, воздухонагревательные регистры. На заводе осуществляется разработка новых керамических конденсаторов. Предприятие является держателем подлинников технических условий (калькодержателем) на несколько видов производимой продукции. Конденсаторы категорий качества «ВП», «ОС», «ОСМ» производятся под контролем военного представительства (4296 ВП). В 2014 году властями России было принято решение о равном доступе предприятий Российской Федерации и Республики Беларусь к разработкам и поставкам электронной компонентной базы (ЭКБ) в рамках государственных оборонных заказов, были сняты ограничения на применение ЭКБ белорусского производства в российской военной технике.
27 мая 2023 года Украина ввела санкции против «Монолита». По данным Беларусского расследовательского центра, Белорусской службы Радио «Свобода» и Слідство.Інфо, завод производит компоненты для российского военно-промышленного комплекса.

## Достижения
- За достижение в 2023 году наилучших показателей в сфере социально-экономического развития открытое акционерное общество «Витебский завод радиодеталей «Монолит» признан победителем соревнования и занесен на Республиканскую доску Почёта[9].
- Открытое акционерное общество «Витебский завод радиодеталей «Монолит» (среди организаций промышленности) признано победителем соревнования и занесено на Республиканскую доску почёта за достижение в 2024 году высоких результатов в сфере социально-экономического развития[10].